# Евристей
Евристей (на старогръцки: Ευρυσθεύς) в древногръцката митология е цар на Тиринт и Микена, внук на Персей. Син е на неговия син Стенел и Никипа. Роден е в седмия месец. Негова съпруга е Антимаха. Споменат в „Илиада“ (VIII 363).
Родил се по-рано от Херакъл и затова получил властта над Микена и съседните народи. По негова заповед Херкулес трябвало да извърши своите дванадесет подвига. „Илиада“ (XIX, ст. 95 – 125)
След като Херкулес се възнесъл на Олимп, Евристей започнал да преследва майка му Алкмена и синовете му. Те намерели убежище в Атика при Тезей, но Евристей започва война с Атика, в която е победен. По време на войната се опитва да избяга с колесница, но е настигнат и убит от Хил. Главата му е предадена на Алкмена, която избола очите му с перо.
Освен Евристей в битката са убити и синовете му Александър, Итимедонт, Еврибий, Ментор и Периомед.
Неговият надгробен паметник бил в Мегарида, близо до границата с коринтяните. Тялото било погребано в Гаргета, а главата в Трикоринт около извора Макарий, а мястото е наречено „Главата на Евристей“. Според други източници е погребан в храма на Атина в Палена.